# Антанас Кучас
Антанас Кучас (лит. Antanas Kučas; 24 січня 1909, село Дейкишкяй, нині Біржайський район — 10 листопада 1989, Вільнюс) — литовський художник-графік; заслужений діяч мистецтв (1959), народний художник Литовської РСР (1969), лауреат Державної премії Литовської РСР (1977).

## Біографія
Народився в 1909 році. У 1935 році закінчив Каунаську художню школу (нині Каунаський інститут декоративно-прикладного мистецтва). У 1936-1944 роках викладав мистецькі дисципліни у школах міст: Таураге, Кайшядоріс, Каунас. У 1944-1951 роках працював викладачем у Каунаському інституті декоративно-прикладного мистецтва. З 1951 року викладав у Художньому інституті Литовської РСР (нині Вільнюська художня академія); професор (1970).
Починаючи з 1935 року, брав участь у художніх виставках. Персональні виставки А. Кучаса проходили у Вільнюсі (1959, 1969, 1979), Каунасі (1959), Мінську (1959), Празі (1973).

## Творчість
Митець найчастіше працював у техніках ксилографії, ліногравюри, офорти. Створював ілюстрації до літературних творів, цикли естампів «Литовська село» (1949—1969), «Вільнюсу 650» (1973); займався також художнім оформленням книг, плакатами, екслібрисами.
Для ілюстрацій А. Кучаса характерні декоративність, лаконізм, використання своєрідного шрифту. Серед ілюстрованих творів — книги «Бричка» Антанаса Крикщюкайтіса (Айшбе; 1947), «Збірник литовських народних пісень» Баліса Сруоґи, «В тіні вівтарів» Вінцаса Миколайтіса-Путінаса (1954), «Байки» Симонаса Станявічюса (1959), «Невістка» та «Пятрас Курмяліс» (1976) Юлії Жемайте (1964), «Захід сонця у Нікській волості» Пятраса Цвірки (1967), «Бабусині біди» Вінцаса Креве-Міцкявічюса (1969) та інші.